# Dufourea alpina
Dufourea alpina là một loài Hymenoptera trong họ Halictidae. Loài này được Morawitz mô tả khoa học năm 1865.